# Villa Mignon (Kadaň)
Villa Mignon (čp. 872) je modernistická vila v předměstské části dříve známé jako Svatovojtěšská čtvrť, v Kadani. Vila byla vystavěna na tehdy nově vznikající křižovatce ulic Klášterecká (dříve Vernéřovská) a Poštovní (dříve Gabelsbergerova). Autorem projektu je kadaňský architekt Ing. Otto Sagher, který jej vyhotovil pro Emmy Sander a její švagrovou Elsu roku 1928. Kolaudace stavby proběhla v dubnu 1929.

## Výstavba
Villa Mignon vznikla podle projektu kadaňského architekta Ing. Otto Saghera. Projekt byl vyhotoven roku 1928 na objednávku Emmy Sander a její švagrové Elsy Sander. Podle stavebního povolení měla být vila opatřena sedlovou střechou pokrytou červeným eternitem v barvě mědi. Aby vynikla monumentalita vily, byla čelní fasáda umístěna do vzdálenosti pěti metrů od uliční čáry. Oficiální kolaudace proběhla v dubnu 1929. Vila byla pojmenována Mignon, jak mimo jiné dokládá do dnešní doby dochovaný nápis na čelní fasádě. Mignon je dívčí postavou z díla německého literáta Johanna Wolfganga von Goetha a byla též inspirací pro dvě písně rakouského hudebního skladatele Franze Schuberta, po němž byla po nějakou dobu také pojmenována i nová ulice, v níž Villa Mignon vznikla.

### Ing. Otto Sagher
Ing. Otto Sagher (1900–1976), autor projektu Villy Mignon, pocházel z významné kadaňské židovské rodiny. Jeho otec Josef Chaim Sagher (1875–1946) byl posledním kadaňským rabínem a přesvědčeným sionistou. Jeho cílem bylo především poskytnout všem svým dětem kvalitní vzdělání, které by pak mohli uplatnit v Palestině. Synové Klemens a Otto se stali stavebními inženýry, Felix a Erwin vystudovali v Praze medicínu, dcery Anna a Gertrude absolvovaly učitelský ústav. Ještě v říjnu 1938 uprchla rodina Sagherových z Evropy – pouze Klemens s manželkou a dcerou zůstali v Čechách a za války byli všichni zavražděni ve vyhlazovacím táboře v Osvětimi. Otto Sagher se usadil v Tel Avivu v tehdejší Palestině a přijal hebrejské jméno Benjamin-Ze'ev. S manželkou Yehudit, rozenou Rabinowitz, měli syna Yorama Saghera. Ten je v současnosti profesorem matematiky na Florida Atlantic University ve Spojených státech amerických.

## Majitelé
Prvními majitelkami Villy Mignon byly Emmy Sander a její švagrová Elsa Sander. Emmy Sander (*1895), rozená Liebscher, pocházela z Nové Vsi v Horách na Mostecku. Roku 1925 se provdala do Kadaně a spolu se svým manželem žila v Havlíčkově ulici (dříve Klenertova) ve vilové čtvrti Zahradní Město. Nedlouho po svatbě však nečekaně ovdověla, udržela si ale přátelský vztah se svou švagrovou Elsou Sander (*1885), svobodnou učitelkou původem z Plzně. Z dědictví po manželovi Emmy Sander si pak obě dámy nechaly vystavět Villu Mignon, která se stala jejich společným majetkem. Přesto Else Sander zůstávala i nadále v Litoměřicích, kde se mimo jiné věnovala svým rodičům, otci Emilu Sanderovi (1850–1937), někdejšímu vrchnímu soudnímu radovi, a matce Anně (1861–1934), rozené Baureit, původem z Krakova. Na krátko se Else Sander usadila v Kadani v roce 1939. Brzy se však opět vrátila zpět do Litoměřic. Za Druhé světové války tak vilu obývala pouze Emmy Sander. Po válce pak byla Villa Mignon obnovenými československými úřady zkonfiskována a v červnu 1945 z ní byla Emmy Sander vypovězena a později vyhnána z Čech do okupovaného Německa.